# Glypta nigrita
Glypta nigrita là một loài tò vò trong họ Ichneumonidae.